# Имя: Кармен
«Имя: Кармен» (фр. Prenom Carmen) — кинофильм режиссёра Жана-Люка Годара, вышедший на экраны в 1983 году. Фильм награждён двумя призами Венецианского кинофестиваля.

## Сюжет
Фильм снят по мотивам новеллы Проспера Мериме «Кармен» с реминисценциями мюзикла «Кармен Джонс», в основе которого лежит опера Жоржа Бизе с тем же названием. 
Главная героиня, Кармен Х (Марушка Детмерс) — глава преступной группировки, планирующая и осуществляющая ограбление банка. Во время ограбления она с первого взгляда влюбляется в охранника банка (Жак Боннаффе). Основная сюжетная линия фильма перемежается вставками репетиции струнного квартета Людвига ван Бетховена.

## В ролях
- Марушка Детмерс — Кармен
- Жак Боннаффе — Жозеф
- Жан-Люк Годар — дядя Жанно
- Мирием Руссель[фр.] — Клер
- Кристоф Одан[фр.] — шеф
- Пьер-Ален Шапюи
- Бертран Льебер[фр.]
- Ален Бастьен-Тири
- Ипполит Жирардо — Фред
- Одиль Руар
- Валери Древиль[фр.]
- Жак Вильре — человек в туалете

## Награды
- 1983 — премия «Золотой лев» (Жан-Люк Годар) и Специальный приз за технические достижения (Рауль Кутар, Франсуа Мюзи) Венецианского кинофестиваля